# The Flower Girl (film 1908)
The Flower Girl è un cortometraggio muto del 1908. Il nome del regista non viene riportato nei credit del film.

## Produzione
Il film fu prodotto dalla Vitagraph Company of America.

## Distribuzione
Distribuito dalla Vitagraph Company of America, il film - un cortometraggio di 102 metri - uscì nelle sale cinematografiche statunitensi il 9 maggio 1908.